# تشم تشيت (مقاطعة دورود)
تشم تشيت (بالفارسية: چم چیت) هي قرية تقع في قسم دورود الريفي (مقاطعة دورود) في إيران. يقدر عدد سكانها بـ 39 نسمة .